# カマグエイ州
カマグエイ州（カマグエイしゅう、西：Camagüey Province）はキューバの州（地方 行政区分）のうちのひとつである。州都はカマグエイ。

## 地理
カマグエイ州の大部分は低地であり、州を横断する主要な山脈や丘などは無い。州の南岸に は珊瑚礁の小島であるキーが数多く存在し、キューバ革命指導者のフィデル・カストロもここで釣りをすることが好きであった。北岸はサバナ・カマグエイ群島のハルディネーネス・デル・レイ (Jardines del Rey) と呼ばれる海岸が連なっ ている。砂浜が北岸、南岸ともに見られ、観光資源となる可能性があるが、北岸のサンタ・ ルチア海岸を除き、ほとんど開発されていない。

## 経済
カマグエイ州の主要産業は、牧畜とサトウキビ農園である。州にはカウボーイ文化が見 られ、ロデオも頻繁に開催されている。養鶏業や稲作も行われていて、小規模ではある が柑橘類による産業も見受けられる。州都のカマグエイには、キューバでは数少ないビール 醸造所の一つがある。

## 自治体
| 自治体名              | 人口 (2004) | 面積 (km²) | 位置                                                              | 備考  |
| --------------------- | ----------- | ---------- | ----------------------------------------------------------------- | ----- |
| カマグエイ            | 324921      | 1106       | 北緯21度23分2秒 西経77度54分26秒 / 北緯21.38389度 西経77.90722度  | 州 都 |
| Carlos M. de Céspedes | 25707       | 653        | 北緯21度34分37秒 西経78度16分39秒 / 北緯21.57694度 西経78.27750度 |       |
| Esmeralda             | 29953       | 1480       | 北緯21度51分22秒 西経78度06分40秒 / 北緯21.85611度 西経78.11111度 |       |
| フロリダ              | 73612       | 1800       | 北緯21度31分46秒 西経78度13分21秒 / 北緯21.52944度 西経78.22250度 |       |
| Guáimaro              | 57086       | 1847       | 北緯21度03分32秒 西経77度20分52秒 / 北緯21.05889度 西経77.34778度 |       |
| Jimaguayú             | 21169       | 799        | 北緯21度16分0秒 西経77度49分49秒 / 北緯21.26667度 西経77.83028度  |       |
| Minas                 | 38517       | 1015       | 北緯21度29分22秒 西経77度36分17秒 / 北緯21.48944度 西経77.60472度 |       |
| Najasa                | 16470       | 921        | 北緯21度05分2秒 西経77度44分49秒 / 北緯21.08389度 西経77.74694度  |       |
| Nuevitas              | 44882       | 415        | 北緯21度32分25秒 西経77度15分52秒 / 北緯21.54028度 西経77.26444度 |       |
| Santa Cruz del Sur    | 51335       | 1122       | 北緯20度43分10秒 西経77度59分27秒 / 北緯20.71944度 西経77.99083度 |       |
| Sibanicú              | 31117       | 736        | 北緯21度14分21秒 西経77度31分15秒 / 北緯21.23917度 西経77.52083度 |       |
| Sierra de Cubitas     | 18589       | 549        | 北緯21度43分59秒 西経77度46分14秒 / 北緯21.73306度 西経77.77056度 |       |
| Vertientes            | 53299       | 2005       | 北緯21度15分26秒 西経78度08分56秒 / 北緯21.25722度 西経78.14889度 |       |